# Can Montllor
|  | Per a altres significats, vegeu «Les Arenes – la Grípia – Can Montllor». |

Can Montllor és una masia a Terrassa (Vallès Occidental) protegida com a bé cultural d'interès local. La imatge que mostrava en els anys vuitanta és deguda a les reformes d'inici de segle xx.
Masia de planta rectangular, amb planta baixa, pis i golfes. La coberta és a dos vessants. La façana principal, de composició simètrica i clàssica, és perpendicular al carener i està orientada a migdia. Planta baixa amb portal d'accés cobert per un atri d'entrada, que a la vegada fa de suport del balcó del primer pis mitjançant columnes de maó. Al primer pis s'obren balcons d'idèntiques proporcions. A les golfes s'obren tres finestres centrades i dues laterals segons el ritme vertical de forats.
Tota la façana està delimitada per línies d'imposta i lesenes verticals que mostren els tres cossos estructurals de l'edifici. Tractament de la façana amb relleus de maó vist a totes les obertures, motllures de ciment amb línies d'imposta i lesenes, i la resta estucat de color clar. Hi ha altres dependències afegides al costat.